# حسن أباد عليا (تيران وكرون)
حسن‌ أباد عليا هي قرية في مقاطعة تيران وكرون، إيران. عدد سكان هذه القرية هو 626 في سنة 2006.